# Batalla de Bilbao
La batalla de Bilbao es va produir la primavera de 1937, durant la Guerra Civil espanyola.

## Antecedents. Inici de la Guerra Civil espanyola al País Basc
Bilbao era la capital del govern basc establert per la República després del començament de la guerra. Aquesta autonomia va ser atorgada després del suport mostrat pel nacionalisme basc a la República. El mes de setembre de 1936, l'Eusko Gudarostea (exèrcit dirigit pel govern basc de José Antonio Aguirre i format per batallons de diferents ideologies fidels a la República) lluitava contra les tropes del general insurrecte Mola a Biscaia i la zona oest de Guipúscoa (la resta del País Basc havia caigut al bàndol franquista al principi de la guerra).

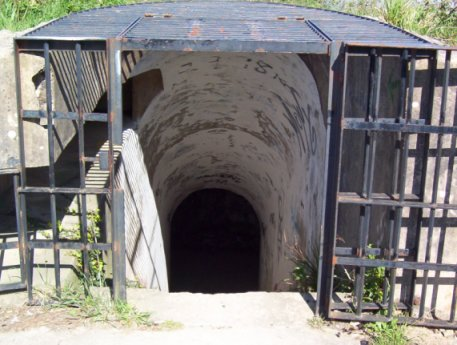
Una de les entrades del «cinturó de ferro» a Artxanda.

## ElCinturó de Ferro
Per evitar la caiguda de Biscaia en mans dels insurrectes, el govern basc va aixecar el denominat Cinturó de Ferro, una línia defensiva estàtica, destinada a la defensa de Bilbao, seguint les instruccions del general Alberto de Montaud i Noguerol, que, com concepció militar, responia a l'estratègia de defensa estàtica procedent de l'alt comandament francès de la Primera Guerra Mundial, i compartida per la majoria dels estats majors. La ciutat fou bombardejada en 62 ocasions durant la guerra.
Després del bombardeig del 4 de gener de 1937, la venjança dels republicans va acabar amb 225 presoners feixistes morts.

## L'ofensiva delsnacionals
Van ser precisament els mateixos encarregats del disseny qui, amb la seva traïció, van fer possible el seu fracàs. Murga i Anglada van ser afusellats després de ser descoberts intentant lliurar plànols a agents rebels. El monàrquic Goicoechea va aconseguir passar les línies, duent-se tots els plànols i informació de l'entramat defensiu, que va lliurar als atacants. D'aquesta forma, els comandaments del bàndol nacional van poder saber quin era el sector del cinturó que posseïa una única línia de defensa. Òbviament l'ofensiva definitiva, un mes després, es va portar a terme per aquest tram. La nit del 13 de juny els defensors van evacuar a la majoria de la població civil de la ciutat. Les tropes franquistes i de la Legió Còndor van llançar un potent atac aeri que va polvoritzar les defenses bilbaïnes. Un tinent de cognom Mardaras va ser un dels últims a morir defensant heroicament les posicions republicanes a Artxanda. El 18 de juny el General Ulibarri va retirar les restes de les seves tropes de la ciutat. Així el 19 de juny de 1937 Bilbao va caure en mans de les tropes franquistes. Els ponts de la ciutat havien estat destruïts per dificultar l'entrada als insurrectes, però la ciutat va romandre intacta en la seva majoria.